# Teognosto de Kiev
Teognosto (em russo: Феогност; romaniz.: Theognost; Constantinopla, Império Bizantino, séc. XIV - Moscou, Grão-Principado de Moscou, 11 de março de 1353) foi um bispo do Patriarcado Ecumênico de Constantinopla que serviu como Metropolita de Kiev e de Toda Rus'.

## Biografia
Teognosto nasceu em Constantinopla e mais tarde se tornou o sucessor de Pedro como metropolita de Kiev e de Toda a Rússia. Ele escolheu Moscou como sua residência principal depois de ter vivido por vários anos em Vladimir na Volínia. 
Era seu destino reconciliar Novogárdia com o Grão-Ducado de Moscou em tempos de animosidade mútua. Teognosto conseguiu salvar todos os objetos de valor das igrejas russas e desistiu de todos os seus bens pessoais depois de se recusar a coletar tributos das igrejas em favor da Horda de Ouro. Ele foi torturado pelos tártaros por tal audácia. Foi o Cã quem finalmente desistiu e confirmou os privilégios existentes da Igreja russa. Depois que um incêndio varreu Moscou, Teognosto começou a restaurar as igrejas.
Em 1353, sentindo que seus dias estavam contados, Teognosto recomendou Aleixo (bispo de Vladimir) seu sucessor. Teognosto foi enterrado na Catedral da Dormição em Moscou. Ele foi canonizado pela Igreja Ortodoxa Russa no século XIX.